# Giuseppe Garibaldi Trophy
Giuseppe Garibaldi Trophy (fr. Trophée Garibaldi, wł. Trofeo Garibaldi) – trofeum sportowe w rugby union przyznawane zwycięzcy meczu pomiędzy zespołami Francji i Włoch w trakcie trwania Pucharu Sześciu Narodów.
Trofeum, zaprojektowane przez rzeźbiarza i byłego profesjonalnego gracza w rugby – Jeana-Pierre’a Rivesa, zostało po raz pierwszy przyznane 3 lutego 2007. Była to część obchodów w celu uczczenia 200-lecia urodzin Giuseppe Garibaldiego. 

## Zwycięzcy
| Francja | 13 | 2007, 2008, 2009, 2010, 2012, 2014, 2015, 2016, 2017, 2018, 2019, 2020, 2021 |
| Włochy  | 2  | 2011, 2013                                                                   |

## Rezultaty
| Rok  | Zwycięzca | Gospodarz | Wynik | Gość    | Data      | Stadion                      |
| ---- | --------- | --------- | ----- | ------- | --------- | ---------------------------- |
| 2007 | Francja   | Włochy    | 3:39  | Francja | 3 lutego  | Stadio Flaminio, Rzym        |
| 2008 | Francja   | Francja   | 25:13 | Włochy  | 9 marca   | Stade de France, Saint-Denis |
| 2009 | Francja   | Włochy    | 8:50  | Francja | 21 marca  | Stadio Flaminio, Rzym        |
| 2010 | Francja   | Francja   | 46:20 | Włochy  | 14 marca  | Stade de France, Saint-Denis |
| 2011 | Włochy    | Włochy    | 22:21 | Francja | 12 marca  | Stadio Flaminio, Rzym        |
| 2012 | Francja   | Francja   | 30:12 | Włochy  | 4 lutego  | Stade de France, Saint-Denis |
| 2013 | Włochy    | Włochy    | 23:18 | Francja | 3 lutego  | Stadio Olimpico, Rzym        |
| 2014 | Francja   | Francja   | 30:12 | Włochy  | 9 lutego  | Stade de France, Saint-Denis |
| 2015 | Francja   | Włochy    | 0:29  | Francja | 15 marca  | Stadio Olimpico, Rzym        |
| 2016 | Francja   | Francja   | 23:21 | Włochy  | 6 lutego  | Stade de France, Saint-Denis |
| 2017 | Francja   | Włochy    | 18:40 | Francja | 11 marca  | Stadio Olimpico, Rzym        |
| 2018 | Francja   | Francja   | 34:17 | Włochy  | 23 lutego | Stade Vélodrome, Marsylia    |
| 2019 | Francja   | Włochy    | 14:25 | Francja | 16 marca  | Stadio Olimpico, Rzym        |
| 2020 | Francja   | Francja   | 35:22 | Włochy  | 9 lutego  | Stade de France, Saint-Denis |
| 2021 | Francja   | Włochy    | 10:50 | Francja | 6 lutego  | Stadio Olimpico, Rzym        |